# Gendarm
Gendarm (efter fransk gens d'armes, "mænd under våben") var betegnelsen for en elitesoldat i 1400-tallet som var livvagt for den franske konge. Derfra har begrebet udviklet sig, så gendarmeri i dag er betegnelse for et militært korps med politiopgaver. Gendarmeriet ligner således militærpolitiet, men har umiddelbar og direkte kontakt til borgerne.

## Grænsegendarmeri
I en række lande ligger ansvaret for grænsebevogtningen hos et grænsegendarmeri.

### Danmark
Grænsegendarmeriet oprettedes ved kongelig resolution af 4. december 1838 af tre rytterregimenter i Holsten og var underlagt hæren indtil 1864. Gendarmeriet kæmpede i 1864-krigen sammen med det slesvigske gendarmeri som en militær enhed og blev herefter nedlagt. Korpset blev genoprettet i 1866 og virkede herefter som et militært organiseret grænsetoldpoliti-korps ved Kongeågrænsen. Fra d. 5. maj 1920 fungerede korpset langs den nuværende grænse. Under 2. verdenskrig faldt korpsets chef oberst Svend Paludan-Müller i ildkamp mod Gestapo og tyske militære enheder, d. 26. august 1944. Blev i 1952 omdannet til et civilt korps (Toldgrænsekorpset). Korpset bevogtede den danske grænse mod Tyskland indtil 1958, (patruljeringen foregik til fods ad gendarmstien, og hver enkelt gendarm havde et bestemt stykke af grænsen at passe) I 1958 blev der indført mobilpatruljer i korpset, som blev dirigeret fra radiostationen i Gråsten. Enkelte steder, blandt andet i skovene i Kruså, fortsatte gendarmerne som fodpatrulje, som først ophørte den 1, april 1969. Korpset blev nedlagt 1. april 1969 og politiet påbegyndte at køre patruljer langs med grænsen i 1970. I en længere periode var korpsets uniformer lyseblå og blev af samme grund kaldt "de blå gendarmer" (i lighed med Estrups gendarmerikorps, se nedenfor).

## De Blå Gendarmer
De Blå Gendarmer var et et selvstændigt gendarmerikorps, som blev oprettet i 1885 af Jacob Brønnum Scavenius Estrup og var tidens skatteopkrævere og et statspoliti i Danmark. Deres primære opgaver var at indkræve skatter under Estrup-tidens provisoriske regering. De havde de samme beføjelser som politiet og kunne derved arrestere folk. De var beredne og arbejdede altid i grupper af mindst to. De var klædt i lyseblå uniformer og var udstyret med en karabin og en ryttersabel. Fra statens side var det meningen at de skulle indgyde frygt i befolkningen og få dem til at opføre sig som gode borgere. De havde fire afdelinger i Danmark i henholdsvis København, Ringsted, Kolding og Århus. Fra disse afdelinger blev de sendt ud i landet for at håndtere de opgaver, som var blevet dem pålagt. Disse opgaver var fortrinsvis at indkræve skat men også at opretholde ro og orden under forfatningsstriden. De Blå Gendarmer blev nedlagt i 1897.

## Gendarmer i andre lande

### Frankrig
Gendarmerie Nationale er et fransk gendarmkorps, der tager sig af en lang række opgaver, med relation til landets interne sikkerhed, korpset hører under indenrigsministeriet. Gendarmerne udfylder reelt set hullet mellem det franske militærs opgaver og de opgaver, der varetages af det ordinære politi og kan af den grund også løse opgaver, der kræver militære kompetencer, men skal udføres på et politimæssigt lovgrundlag. På grund af de mange forskelligartede opgaver, er korpset opdelt i en række specialiserede afdelinger.